# San Polo dei Cavalieri
San Polo dei Cavalieri là một đô thị ở tỉnh Roma trong vùng Latium của Ý, có cự ly khoảng 30 km về phía đông bắc của Roma.
San Polo dei Cavalieri giáp các đô thị: Guidonia Montecelio, Licenza, Marcellina, Monteflavio, Palombara Sabina, Roccagiovine, Tivoli, Vicovaro.